# 隙積術
垛积术，也称隙积术，实质上是一种高阶等差级数求和问题。由北宋沈括首開先河，南宋杨辉和元朝朱世杰多有贡献。
沈括在《梦溪笔谈》卷十八《技艺》篇首创隙积术，是用來研究某種物品按規律堆積起來求其總數問題。隙积是指酒甕之类的物品，往上堆積成台形之狀，求其總數，這是二階等差級數求和問題。至於垛積是堆垛求積的意思。垛积术是杨辉繼沈括的隙積術之後，開創高阶等差级数的研究。元代朱世杰則將垛积术的研究推向最高峰，他使用的招差術实际上是解决了任意高阶等差级数的有限项求和问题。

## 沈括隙积术
北宋沈括在《梦溪笔谈》卷十八《技艺》篇，首创隙积术：隙積者，謂積之有隙者，如累棋、層壇及灑家積罌之類。雖似覆鬥，四面皆殺，緣有刻缺及虛隙之處，用芻童法求之，常失於數少。餘思而得之，用爭童法為上位；下位別列：下廣以上廣減之，余者以高乘之，六而一，並入上位。假令積罌：最上行縱橫各二罌，最下行各十二罌，行行相次。先以上二行相次，率至十二，當十一行也。以芻童法求之，倍上行長得四，並入下長得十六，以上廣乘之，得之三十二；又倍下行長得二十四，並入上長，得二十六，以下廣乘之，得三百一十二；並二位得三百四十四，以高乘之，得三千七百八十四。重列下廣十二，以上廣減之，餘十，以高乘之，得一百一十，並入上位，得三千八百九十四；六而一，得六百四十九，此為罌數也。芻童求見實方之積，隙積求見合角不盡，益出羨積也
一个层罈，共{\displaystyle h}层，上面{\displaystyle a\times b}，下底{\displaystyle c\times d}，
这是二阶等差级数求和问题：
{\displaystyle ab+(a+1)(b+1)+(a+2)(b+2)+...+(a+h-1)(b+h-1)}
沈括给出的公式 {\displaystyle {\frac {h}{6}}((2a+c)b+(2c+a)d+(d-b))}

## 杨辉垛积术
杨辉在《详解九章算法》《商功》篇阐述了方垛，刍甍垛，刍童垛，和三角垛。

### 方垛
果子以垛，下方十四个，问计几何？
术曰：下方加一，乘下方为平积。又加半为高，以乘下方为高积。如三而一.
{\displaystyle 1+4+9+16....n^{2}={\frac {1}{3}}n(n+1)(n+{\frac {1}{2}})={\frac {1}{6}}n(n+1)(2n+1)}。

### 刍童垛
即长方形立体垛,上面长{\displaystyle n}个,宽{\displaystyle m}个,高{\displaystyle h}个:
{\displaystyle 4*2+5*3+6*4+7*5+\dots +(n+h-1)*(m+h-1)={\frac {h}{6}}((2n+n+h-1))*m+(2(n+h-1)+n)}

### 三角垛
三角垛下广一面十二个，上尖，高十二个，问：计几何?
术曰：下广加一，乘下广。平积，下广加二乘之，立高方积，如六而一。
{\displaystyle 1+3+6+10+\dots {\frac {n(n+1)}{2}}={\frac {1}{6}}n(n+1)(n+2)}

## 朱世杰垛积术

### 三角垛
《四元玉鉴》 《果垛叠藏》第一问：
“今有三角垛果子一所，值钱一贯三百二十文，只云从上一个值钱二文，次下层层每个累贵一文，问底子每面几何？”
答曰：九个。
术曰：立天元一为每个底子，如积求之，得三万一千六百八十为益实十为从方，二十一为从上廉，一十四为下廉，三为从隅，三桀方开之，得每个底子，合问。
三角垛级数
{\displaystyle 1+3+6+10+...+{\frac {1}{2}}n(n+1)}
三角垛自上而下，每边的果子数是：
{\displaystyle 1,2,3,4,5,6,\dots ,n}
自上而下，每个果子值钱：
{\displaystyle 2,3,4,5,6,7,\dots ,(n+1)}
三角果子垛价值V由下列级数表示
{\displaystyle v=2+9+24+50+90+147+224+\dots +{\frac {1}{2}}n(n+1)^{2}}
这是一个已知级数和，倒求 n 的数学问题。
朱世杰用天元术，令天元一 为每底边的果子数{\displaystyle x=n}
朱世杰用的求和公式：{\displaystyle v={\frac {1}{2*3*4}}(3x+5)*x*(x+1)*(x+2)}
今{\displaystyle v=1320}得
{\displaystyle 3*x^{4}+14x^{3}+21x^{2}+10x-31680=0}
解之，得{\displaystyle x=n=9}。
{\displaystyle v=2+9+24+50+90+147+224+324+450=1320}。

### 三角落一形垛
{\displaystyle 1*2*3+2*3*4+3*4*5+\dots +n(n+1)(n+2)={\frac {1}{4}}n(n+1)(n+2)(n+3)}

### 四角落一形垛
{\displaystyle 1*2*3+2*3*5+3*4*7+\dots +n(n+1)(2n+2)={\frac {1}{2}}n(n+1)^{2}(n+2)}

### 岚峰形垛
{\displaystyle 1+6+18+\dots +n^{2}(n+1)={\frac {1}{24}}n(n+1)(n+2)(3n+1)}

### 三角岚峰形垛
{\displaystyle 6+48+180+\dots +n^{2}(n+1)(n+2)={\frac {1}{120}}n(n+1)(n+2)(n+3)(4n+1)}

### 撒星更落一形垛
{\displaystyle 1+5+15+35+70+\dots +{\frac {1}{24}}n(n+1)(n+2)(n+3)={\frac {1}{120}}n(n+1)(n+2)(n+3)(n+4)}

### 三角撒星更落一形垛
{\displaystyle 1+6+21+56+126+\dots +{\frac {1}{120}}n(n+1)(n+2)(n+3)(n+4)={\frac {1}{720}}n(n+1)(n+2)(n+3)(n+4)(n+5)}

### 四角岚峰形垛
{\displaystyle 6+90+336+900+\dots +n^{2}(n+1)(2n+1)={\frac {1}{10}}n(n+1)(n+2)(n(4n+1+{\frac {1}{2}})+(4n+{\frac {1}{2}}))}